# Сесілія Шарбонньє
Сесілія Шарбонньє (нар. 7 грудня 1981) — колишня швейцарська тенісистка.
Найвищу одиночну позицію світового рейтингу — 414 місце досягла 30 березня 1998, парну — 452 місце — 15 вересня 1997 року.
Завершила кар'єру 1999 року.

## Фінали ITF

### Одиночний розряд (1–2)
| Легенда                   |
| ------------------------- |
| $10,000 / Турніри $15,000 |

| Результат | Ранг | Дата           | Турнір                  | Покриття | Суперниця             | Рахунок       |
| --------- | ---- | -------------- | ----------------------- | -------- | --------------------- | ------------- |
| Поразка   | 1.   | 15 червня 1997 | Боссонан, Швейцарія     | Ґрунт    | Трейсі Алмеда-Сінгіан | 4–6, 4–6      |
| Поразка   | 2.   | 12 жовтня 1997 | Біль (місто), Швейцарія | Ґрунт    | Емануела Зардо        | 6–3, 1–6, 5–7 |
| Перемога  | 3.   | 9 травня 1999  | Суонсі, Велика Британія | Ґрунт    | Ганна Запорожанова    | 7–6, 6–4      |

### Парний розряд (1–2)
| Результат | Ранг | Дата           | Турнір                 | Покриття | Партнерка    | Суперниці                    | Рахунок  |
| --------- | ---- | -------------- | ---------------------- | -------- | ------------ | ---------------------------- | -------- |
| Поразка   | 1.   | 6 жовтня 1996  | Лангенталь, Швейцарія  | Ґрунт    | Андреа Шварц | Аліна Жидкова Гелена Вілдова | 4–6, 4–6 |
| Поразка   | 2.   | 15 червня 1997 | Боссонан, Швейцарія    | Ґрунт    | Лаура Бао    | Кім Кілсдонк Йоланда Менс    | 4–6, 2–6 |
| Перемога  | 3.   | 14 червня 1998 | Ленцергайде, Швейцарія | Ґрунт    | Лаура Бао    | Паула Раседо Емануела Зардо  | 6–4, 6–0 |